# Бондар Петро Онисимович
Петро́ Они́симович Бо́ндар (1901, село Кам'яне, Савранська волость, Балтський повіт , Подільська губернія — †22 листопада 1921, містечко Базар, Базарська волость, Овруцький повіт, Волинська губернія) — козак 2-го куреня 1-ї бригади 4-ї Київської дивізії Армії УНР, Герой Другого Зимового походу.

## Біографія
Народився в 1901 році у селі Кам'яне Савранської волості Балтського повіту Подільської губернії в українській селянській родині.
Закінчив сільську школу і санітарні курси.
Не входив до жодної партії.
В Армії УНР служив з 1920 року.
Під час Другого Зимового походу — козак 2-го куреня 1-ї бригади 4-ї Київської дивізії.
Потрапив у полон 17 листопада 1921 під селом Малі Миньки.
Розстріляний більшовиками 22 листопада 1921 року у місті Базар.
Реабілітований 27 квітня 1998 року.

## Вшанування пам'яті
- Його ім'я вибите серед інших на Меморіалі Героїв Базару.